# Melanie Schütze
Melanie Schütze (* 1981 in Strausberg) ist eine deutsche Filmeditorin.

## Leben
Melanie Schütze wurde ab 2006 beim Filmschnitt aktiv, dabei die ersten Jahre noch als Schnitt-Assistentin. Sie arbeitet an Serien wie auch an Fernsehfilmen, darunter häufiger für den Regisseur Nicolai Rohde.
Für ihre Arbeit beim TV-Drama Platonow wurde sie 2016 für den Preis für den besten Schnitt bei der Deutschen Akademie für Fernsehen nominiert. 2021 wurde sie für Nicht tot zu kriegen für einen Romy nominiert.
Schütze ist Mitglied im Bundesverband Filmschnitt Editor e. V. (BFS).

## Filmografie (Auswahl)
- 2009: Polizeiruf 110: Falscher Vater
- 2011: Polizeiruf 110: Zwei Brüder
- 2012: Polizeiruf 110: Eine andere Welt
- 2013: Rona & Nele
- 2014–2019: Letzte Spur Berlin (Fernsehserie, 8 Folgen)
- 2015: Tod auf der Insel
- 2015: Brandmal
- 2015: Lotta & das ewige Warum
- 2015: Platonow
- 2015: Polizeiruf 110: Grenzgänger
- 2018: Carneval – Der Clown bringt den Tod
- 2018: Unschuldig
- 2018: Der Prag-Krimi (Fernsehserie, 2 Folgen)
- 2019: Camping mit Herz
- 2020: Nicht tot zu kriegen
- 2021: Mich hat keiner gefragt
- 2022: Tatort: Borowski und der Schatten des Mondes
- 2022: Totenfrau (Fernsehserie)
- 2023: Kleine Eheverbrechen
- 2023: Kommt ein Vogel geflogen
- 2023: Der Bremerhaven-Krimi: Tödliche Fracht
- 2025: Mord in Wien – Der letzte Bissen (Fernsehreihe)